# Steuererklärung
Eine Steuererklärung ist eine mündliche oder schriftliche Auskunft einer steuerpflichtigen Person über ihre Einkommens-, Umsatz- oder Vermögensverhältnisse oder über andere für eine Steuer relevante Tatsachen, die gegenüber einer Finanzbehörde abgegeben wird. Es handelt sich um eine Erklärung im juristischen, nicht im umgangssprachlichen Sinn. Die Behörde ermittelt aus diesen Angaben die Besteuerungsgrundlagen und setzt die Steuer fest, in der Regel mit einem schriftlichen Steuerbescheid. 
Je nach Steuerart gibt es verschiedene Steuererklärungen, beispielsweise in Deutschland für die Einkommensteuer die Einkommensteuererklärung.

## Deutschland

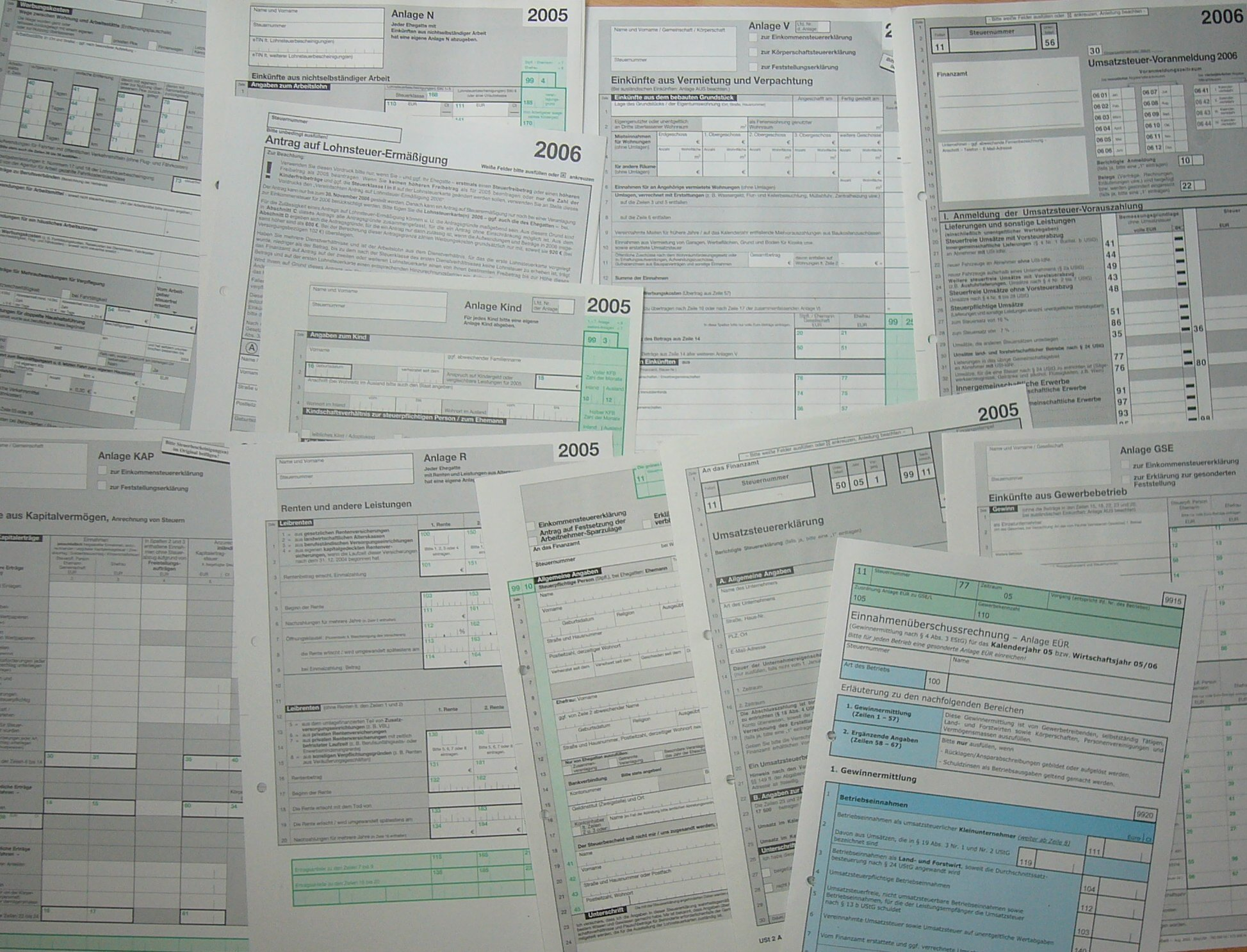
Verschiedene Steuererklärungen (Blanko-Formulare) in Papierform

ELSTER – das Online-Finanzamt

### Überblick
Die Finanzbehörden ermitteln die Besteuerungsgrundlagen eigenständig (Amtsermittlungsgrundsatz), jedoch ist der Steuerzahler verpflichtet mitzuwirken, insbesondere durch Erstellung einer Steuererklärung. Wann eine Pflicht zur Abgabe bzw. zur Übermittlung auf elektronischem Weg besteht, regeln die deutschen Einzelsteuergesetze und die Abgabenordnung (§ 149 AO). Auch wer von der Finanzbehörde direkt zur Erklärungsabgabe aufgefordert wird, hat eine solche einzureichen. Eine freiwillige Steuererklärung kann abgeben, wer eine Steuererstattung oder andere Begünstigungen in Anspruch nehmen möchte.
Eine Steuererklärung, in welcher der Steuerpflichtige die zu entrichtende Steuer selbst berechnet, wird als Steueranmeldung bezeichnet. Sie kommt vor allem im Bereich der Unternehmensbesteuerung vor.
Die Zollanmeldung ist ebenfalls eine Steuererklärung; sie erfolgt gegenüber der Zollbehörde, die nach ihr Zoll und Einfuhrumsatzsteuer festsetzt.
Beispiele
- jährlich für die Hauptsteuerarten: Einkommensteuererklärung, Umsatzsteuererklärung, Gewerbesteuererklärung, Körperschaftsteuererklärung
- als Steueranmeldung: Umsatzsteuer-Voranmeldung, Lohnsteuer-Anmeldung, Kapitalertragsteuer-Anmeldung
- anlassbezogen: Erbschaftsteuer-/Schenkungsteuererklärung, Zollanmeldung

### Zuständigkeit
Steuererklärungen sind bei der zuständigen Finanzbehörde einzureichen; bei der Einkommensteuer ist dies zumeist das Finanzamt, in dessen Bezirk sich der Wohnsitz des Steuerpflichtigen befindet.

### Form
Die Form von Steuererklärungen ist bei den meisten Steuerarten gesetzlich bestimmt (§ 150 AO und Einzelsteuergesetze). Die elektronische Übermittlung ist dabei die vorherrschende und in meisten Fällen auch die obligatorische Abgabeweise (→ ELSTER – Elektronische Steuererklärung). So sind unter anderem die Umsatzsteuererklärung, die Gewerbesteuererklärung, die Körperschaftsteuererklärung, die Umsatzsteuer-Voranmeldung, die Lohnsteuer-Anmeldung und die Kapitalertragsteuer-Anmeldung grundsätzlich elektronisch einzureichen. Die Einkommensteuererklärung ist grundsätzlich elektronisch zu übermitteln, wenn Einkünfte aus Land- und Forstwirtschaft, Gewerbebetrieb und selbständiger Arbeit erzielt werden. In allen anderen Fällen kann die Einkommensteuererklärung sowohl elektronisch, als auch in Papierform eingereicht werden.
Papierne Steuererklärungen sind eigenhändig zu unterschreiben, soweit dies im jeweiligen Steuergesetz so vorgesehen ist. Der Unterzeichner übernimmt damit die (ggf. auch strafrechtliche) Verantwortung für die erklärten Angaben. Bei elektronischer Übermittlung wird die Unterschrift durch das zuvor durchzuführende Authentifizierungsverfahren mittels ELSTER-Zertifikat ersetzt.
In Ausnahmefällen können Steuererklärungen beim Finanzamt auch zur Niederschrift erklärt werden. Dies kommt in Betracht bei geschäftlich unerfahrenen oder der deutschen Sprache unkundigen Personen, die keinen Steuerberater beauftragen können (§ 151 AO).
Die Zollanmeldung ist schriftlich und in der Regel elektronisch abzugeben, von Privatreisenden auch mündlich.

### Inhalt
Die Angaben in Steuererklärungen sind wahrheitsgemäß nach bestem Wissen und Gewissen zu machen (§ 150 Abs. 2 AO). Umsätze, Vermögen, Einkommen, absetzbare Aufwendungen und sonstige steuerrelevante Umstände sind zutreffend, vollständig und mit korrekten Beträgen darzustellen.
Wer vorsätzlich eine falsche Steuererklärung abgibt, die zu einer niedrigeren Steuer führt, begeht eine Straftat (Steuerhinterziehung). Beruht der Fehler nicht auf vorsätzlichem, sondern leichtfertigem Handeln, liegt eine Ordnungswidrigkeit vor (leichtfertige Steuerverkürzung). Wenn ein Steuerzahler versehentlich eine unrichtige Steuererklärung einreicht und er dies nachträglich erkennt, ist er zur unverzüglichen Anzeige und Berichtigung des Fehlers verpflichtet (§ 153 AO); dies gilt auch für den Gesamtrechtsnachfolger, z. B. für den Erben.

### Fristen
Auch die Abgabefrist richtet sich nach den Einzelsteuergesetzen. Soweit diese nichts anderes bestimmen, sind kalenderjährliche Steuererklärungen, für die eine Abgabepflicht besteht, sieben Monate nach Ablauf des Kalenderjahres abzugeben, d. h. bis zum 31. Juli des Folgejahrs (§ 149 AO). Die Frist kann von Gesetzes wegen in einer Vielzahl von möglichen Fallgestaltungen auch länger sein oder auf Antrag verlängert werden.
Die freiwillige Einkommensteuererklärung (Antragsveranlagung) kann binnen 4 Jahren nach Ablauf des betreffenden Steuerjahres eingereicht werden, also z. B. für 2019 bis zum 31. Dezember 2023.
Für Steueranmeldungen gelten kürzere Abgabefristen. Beispielsweise ist die Umsatzsteuer-Voranmeldung bis zum 10. Tag nach Ablauf des Voranmeldungszeitraums dem Finanzamt elektronisch zu übermitteln (§ 18 UStG); diese Frist ist auf Antrag verlängerbar.

### Sanktionen bei Nichtabgabe
Wird eine Steuererklärung pflichtwidrig nicht abgegeben, ist das Finanzamt seinerseits verpflichtet, die Besteuerungsgrundlagen zu schätzen (§ 162 AO). Die Schätzung befreit den Steuerzahler jedoch nicht von seiner Steuererklärungspflicht. Bei verspäteter Einreichung einer Steuererklärung wird u. U. ein Verspätungszuschlag erhoben (§ 152 AO). Auch ein Zwangsgeld kann festgesetzt werden. Sowohl die Nichtabgabe als auch die nicht rechtzeitige Abgabe einer Steuererklärung können bei Vorsatz als Steuerhinterziehung (Straftat) oder bei Leichtfertigkeit als leichtfertige Steuerverkürzung (Ordnungswidrigkeit) geahndet werden.

### Vorausgefüllte Steuererklärung (Belegabruf)
Die Vorausgefüllte Steuererklärung, auch als „Belegabruf“ bezeichnet, ist ein Serviceangebot der Steuerverwaltung, die die Erstellung der Einkommensteuererklärung erleichtern soll. Abgerufen werden können:
- vom Arbeitgeber bereitgestellte Lohnsteuerbescheinigungen
- dem Progressionsvorbehalt unterliegende Lohnersatzleistungen (Arbeitslosengeld, Krankengeld u. a.)
- Mitteilungen über den Bezug von Rentenleistungen
- Beiträge zu Krankenversicherungen und Pflegeversicherungen
- Vorsorgeaufwendungen, z. B. Beiträge zu Riester-Rentenversicherungen und Rürup-Rentenversicherungen
- Beiträge für Vermögenswirksame Leistungen

## Österreich
Eine jährliche Erklärung zur Berechnung der Lohnsteuer (amtlich Einkommensteuer) gibt es in Österreich in Form der Eingabe zur Arbeitnehmerveranlagung, auch wenn diese für die meisten Arbeitnehmer nicht verpflichtend durchzuführen ist. Seit 2017 wird diese teilweise automatisch durchgeführt und kann zudem über die Internet-Anwendung FinanzOnline eingegeben werden.

## Schweiz
Jede in der Schweiz wohnhafte/geschäftstätige Person, damit sind sowohl natürliche Personen wie auch juristische Personen gemeint, muss jährlich eine Steuererklärung einreichen. Die Angaben betreffen sowohl Einkommens- wie auch Vermögenswerte.
Aufgrund der Werte wird im Zusammenhang mit der Steuerprogression der Steuerwert bezüglich der Gemeinde-, Kantons- und Bundessteuern berechnet.
Die jährliche Steuererklärung für das vergangene Jahr muss jeweils per 31. März eingereicht werden. Allenfalls kann eine Fristerstreckung beantragt werden.